# David Zima
David Zima (Olomouc, 8 de noviembre de 2000) es un futbolista checo que juega en la demarcación de defensa para el S. K. Slavia Praga de la Liga de Fútbol de la República Checa.

## Selección nacional
Después de jugar en la selección de fútbol sub-18 de República Checa, la sub-20 y en la sub-21, finalmente hizo su debut con la selección absoluta el 24 de marzo de 2021, en un encuentro de clasificación para la Copa Mundial de Fútbol de 2022 contra Estonia que finalizó con un resultado de 2-6 a favor del combinado checo tras los goles de Rauno Sappinen y Henri Anier para Estonia, y de Patrik Schick, Antonín Barák, Jakub Jankto y Tomáš Souček en tres ocasiones para el combinado checo.

### Participaciones en Eurocopas
| Copa          | Sede     | Resultado        | Partidos | Goles |
| ------------- | -------- | ---------------- | -------- | ----- |
| Eurocopa 2020 | Europa   | Cuartos de final | 0        | 0     |
| Eurocopa 2024 | Alemania | Primera fase     | 0        | 0     |

## Clubes
| Club                | País            | Año       | Partidos | Goles |
| ------------------- | --------------- | --------- | -------- | ----- |
| S. K. Sigma Olomouc | República Checa | 2019-2020 | 3        | 0     |
| S. K. Slavia Praga  | República Checa | 2020-2021 | 54       | 1     |
| Torino F. C.        | Italia          | 2021-2024 | 37       | 2     |
| S. K. Slavia Praga  | República Checa | 2024-     | 51       | 2     |

## Palmarés

### Campeonatos nacionales
| Título                               | Club               | País            | Año  |
| ------------------------------------ | ------------------ | --------------- | ---- |
| Liga de Fútbol de la República Checa | S. K. Slavia Praga | República Checa | 2020 |
| Liga de Fútbol de la República Checa | S. K. Slavia Praga | República Checa | 2021 |
| Copa de la República Checa           | S. K. Slavia Praga | República Checa | 2021 |
| Liga de Fútbol de la República Checa | S. K. Slavia Praga | República Checa | 2025 |

## Lesiones y bajas por enfermedad
A principios de 2021 se confirmó que había contraído el COVID-19. Estuvo 17 días cursando la enfermedad y se reintegró el 20 de enero. Posteriormente estuvo 9 días más de baja por déficit de entrenamiento, hasta su recuperación definitiva el 30 de enero.
En agosto estuvo 8 días de baja por una lesión en el tobillo.